# アーロン・ポレダ
アーロン・アンダーモン・ポレダ（Aaron Andermon Poreda, 1986年10月1日 - ）は、アメリカ合衆国カリフォルニア州コントラコスタ郡ウォールナットクリーク出身の元プロ野球選手（投手）。左投左打。ユダヤ系アメリカ人。

## 経歴

### プロ入りとホワイトソックス時代
2007年のMLBドラフト1巡目（全体25位）でシカゴ・ホワイトソックスから指名され、6月16日に契約。ルーキー級の一つ、パイオニアリーグのグレートフォールズ・ホワイトソックスで12試合に登板し、4勝0敗・防御率1.17だった。
2008年はA+級(カロライナリーグ)ウィンストン・セイラム・ワートホッグスで12試合に登板し、5勝5敗・防御率3.31だった。6月にAA級(サザンリーグ)バーミングハム・バロンズへ昇格。15試合に登板し、3勝4敗・防御率2.98だった。
2009年はAA級バーミングハムで11試合に登板し、5勝4敗・防御率2.38だった。6月9日にホワイトソックスとメジャー契約を結び、6月12日のミルウォーキー・ブルワーズ戦でメジャーデビュー。7月22日にAAA級(インターナショナルリーグ)シャーロット・ナイツへ降格した。7月25日のデトロイト・タイガース戦では、同点の延長13回から登板。1回を無安打無失点に抑え、直後の13回裏にホワイトソックスがサヨナラ勝ちしたため、メジャー初勝利を挙げた。ホワイトソックスでは10試合に登板し、1勝0敗、防御率2.45だった。

### パドレス時代
2009年7月31日にジェイク・ピービーとのトレードで、クレイトン・リチャード、アダム・ラッセル、デクスター・カーターと共にサンディエゴ・パドレスへ移籍した。移籍後はAAA級(パシフィックコーストリーグ)ポートランド・ビーバーズで7試合に登板し、0勝3敗・防御率7.16だった。9月8日にメジャーへ昇格。パドレスでは4試合に登板し、防御率3.86だった。
2010年3月3日にパドレスと1年契約に合意。3月15日にAAA級ポートランドへ異動した。AA級(テキサスリーグ)サンアントニオ・ミッションズで開幕を迎え、19試合に登板。0勝1敗・防御率2.52だった。6月にAAA級ポートランドへ昇格。20試合に登板し、1勝1敗・防御率4.97だった。
2011年2月27日にパドレスと1年契約に合意。3月11日にAAA級ツーソン・パドレスへ異動し、そのまま開幕を迎えた。6月13日にDFAとなり、16日に40人枠を外れる形でAAA級ツーソンへ降格した。この年はAAA級ツーソンで41試合に登板し、4勝3敗・防御率5.43だった。

### パイレーツ傘下時代
2011年12月のルール・ファイブ・ドラフトでピッツバーグ・パイレーツから指名され移籍した。
2012年はAA級(イースタンリーグ)アルトゥーナ・カーブでプレーしたが、左肘の故障で3試合の登板にとどまり2勝0敗・防御率2.25だった。オフの10月にトミー・ジョン手術を行った。
2013年3月12日に放出され、前年の手術の影響でシーズンを全休した。

### レンジャーズ時代
2013年10月17日にテキサス・レンジャーズとマイナー契約を結んだ。

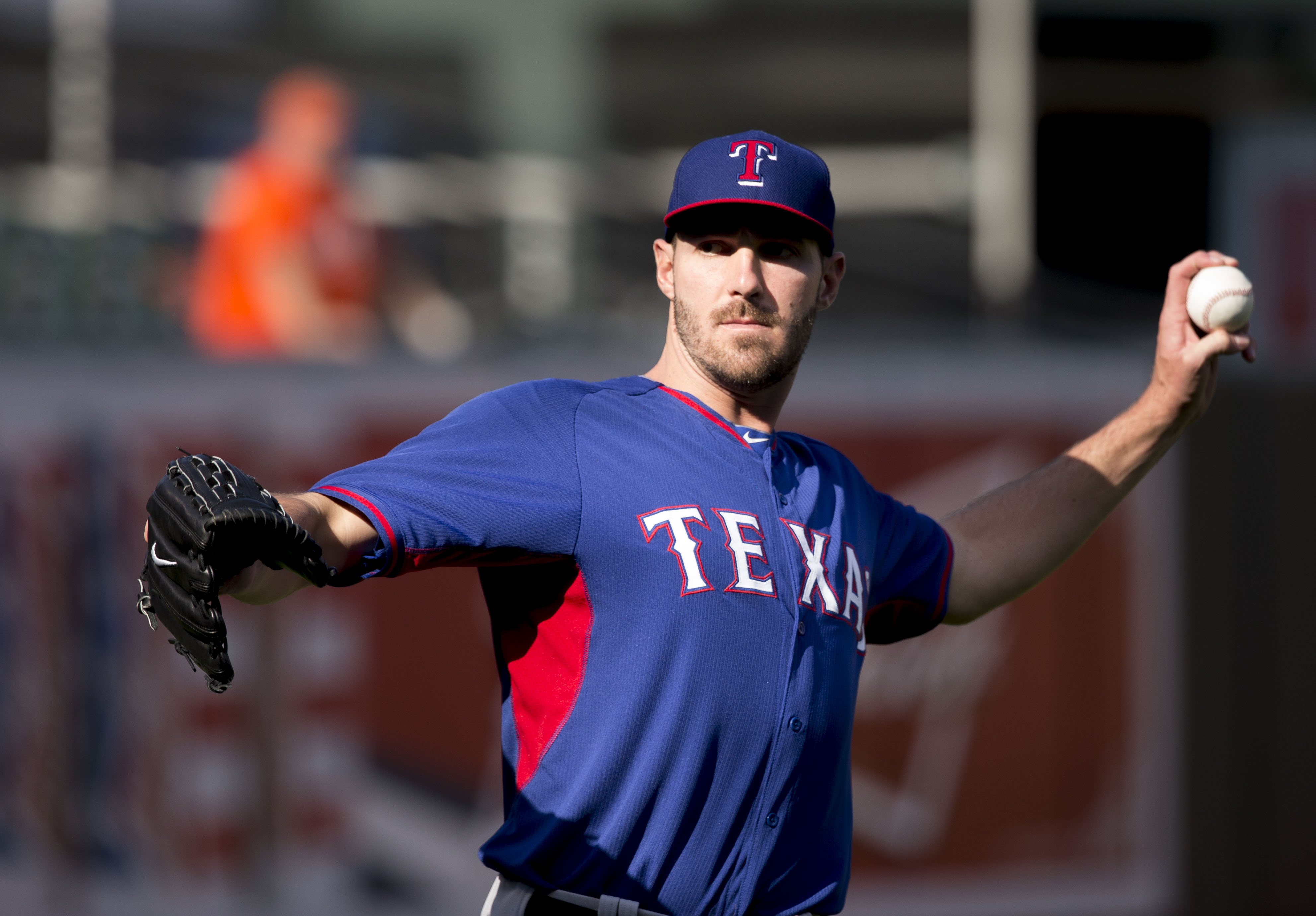
テキサス・レンジャーズ時代
(2014年6月30日)

2014年はAAA級ラウンドロック・エクスプレスで開幕を迎え、5試合に登板後、4月18日にレンジャーズとメジャー契約を結んだ。その後、5年振りにメジャーで登板した。最終的に、怪我に続出したチーム事情もあり、自己最多の26試合に登板した。オフの11月20日にウェイバーで放出された。

### 巨人時代
2014年11月25日に同僚のマイルズ・マイコラスと共に読売ジャイアンツと契約した事が発表された。背番号は「49」。
2015年3月28日の横浜DeNAベイスターズ戦で初登板・初先発したが負け投手となった。4月4日の阪神タイガース戦で、初勝利を記録した。シーズンでは5月末まで5勝1敗だったが6月以降は全く打線の援護に恵まれず8勝に留まるも、安定した投球を見せ24試合に登板して規定投球回にも到達しリーグ8位となる防御率2.94を記録した。特に阪神に相性が良く5勝（2敗）をマークし阪神キラーと呼ばれる様になった。巨人の外国人左腕投手の規定投球回到達は2001年のダレル・メイ以来14年ぶりで、自前の左腕外国人に限定すると1977年のクライド・ライト以来38年ぶりである。チームのリーグ2位で迎えたCSファーストステージでの阪神戦では第3戦に先発し、6回0/3を1失点の好投で勝利投手となり、ファイナルステージ進出に貢献した。しかし、ファイナルステージでの東京ヤクルトスワローズ戦では第4戦に先発したが2回3失点でKOされ、チームもそのまま敗れ2年連続でCS敗退した。12月25日に巨人と1年契約を結んだことが発表された。
2016年も先発ローテーション入りし、3月29日のDeNA戦でシーズン初登板で初勝利を挙げチームの開幕4連勝に貢献する。しかし、4月5日の阪神戦ではボークなどが絡みKOされ敗戦投手になると、その後の登板でも制球難に陥り4月30日に一軍登録を抹消された。その後は左脇腹痛もあり、一時帰国するなどしたため一軍昇格できないままシーズンを終えた。結局わずか5試合で1勝3敗・防御率4.00に終わった。12月2日に自由契約となり巨人を退団した。

## 詳細情報

### 年度別投手成績
| 年 度    | 球 団    | 登 板 | 先 発 | 完 投 | 完 封 | 無 四 球 | 勝 利 | 敗 戦 | セ 丨 ブ | ホ 丨 ル ド | 勝 率 | 打 者 | 投 球 回 | 被 安 打 | 被 本 塁 打 | 与 四 球 | 敬 遠 | 与 死 球 | 奪 三 振 | 暴 投 | ボ 丨 ク | 失 点 | 自 責 点 | 防 御 率 | W H I P |
| -------- | -------- | ----- | ----- | ----- | ----- | -------- | ----- | ----- | -------- | ----------- | ----- | ----- | -------- | -------- | ----------- | -------- | ----- | -------- | -------- | ----- | -------- | ----- | -------- | -------- | ------- |
| 2009     | CWS      | 10    | 0     | 0     | 0     | 0        | 1     | 0     | 0        | 0           | 1.000 | 49    | 11.0     | 9        | 0           | 8        | 1     | 1        | 12       | 2     | 0        | 3     | 3        | 2.45     | 1.55    |
| 2009     | SD       | 4     | 0     | 0     | 0     | 0        | 0     | 0     | 0        | 0           | ----  | 12    | 2.1      | 1        | 0           | 5        | 0     | 0        | 0        | 0     | 0        | 1     | 1        | 3.86     | 2.57    |
| '09計    | SD       | 14    | 0     | 0     | 0     | 0        | 1     | 0     | 0        | 0           | 1.000 | 61    | 13.1     | 10       | 0           | 13       | 1     | 1        | 12       | 2     | 0        | 4     | 4        | 2.70     | 1.73    |
| 2014     | TEX      | 26    | 0     | 0     | 0     | 0        | 2     | 1     | 0        | 4           | .667  | 97    | 21.1     | 30       | 2           | 7        | 1     | 1        | 21       | 1     | 0        | 14    | 14       | 5.91     | 1.73    |
| 2015     | 巨人     | 24    | 24    | 0     | 0     | 0        | 8     | 8     | 0        | 0           | .500  | 619   | 147.0    | 133      | 6           | 46       | 2     | 8        | 101      | 5     | 6        | 57    | 48       | 2.94     | 1.22    |
| 2016     | 巨人     | 5     | 5     | 0     | 0     | 0        | 1     | 3     | 0        | 0           | .250  | 121   | 27.0     | 25       | 0           | 19       | 0     | 2        | 19       | 0     | 2        | 15    | 12       | 4.00     | 1.63    |
| MLB：3年 | MLB：3年 | 40    | 0     | 0     | 0     | 0        | 4     | 1     | 0        | 4           | .750  | 158   | 34.2     | 40       | 2           | 20       | 2     | 2        | 33       | 3     | 0        | 18    | 18       | 4.67     | 1.73    |
| NPB：2年 | NPB：2年 | 29    | 29    | 0     | 0     | 0        | 9     | 11    | 0        | 0           | .450  | 740   | 174.0    | 158      | 6           | 65       | 2     | 10       | 120      | 5     | 8        | 72    | 60       | 3.10     | 1.28    |

- 2017年度シーズン終了時
- 各年度の太字はリーグ最高

### 記録
NPB投手記録
- 初登板・初先発：2015年3月28日、対横浜DeNAベイスターズ2回戦（東京ドーム）、5回4失点7奪三振（自責点3）で敗戦投手
- 初奪三振：同上、1回表にホセ・ロペスから空振り三振
- 初勝利・初先発勝利：2015年4月4日、対阪神タイガース2回戦（東京ドーム）、6回3失点

NPB打撃記録
- 初安打・初打点：2015年4月24日、対東京ヤクルトスワローズ4回戦（明治神宮野球場）、5回に小川泰弘から右前適時打

### 背番号
- 49 （2009年 - 同年途中、2014年 - 2016年）
- 43 （2009年途中 - 同年終了）

### 登場曲
- 「Sail」AWOLNATION（2015年）